# Мальпигиевые
Мальпи́гиевые (лат. Malpighiaceae) — семейство цветковых растений, распространённых в зонах с тропическим климатом по всему миру.
В семействе около семидесяти родов и около тысячи трёхсот видов, большинство которых растёт в Южной и Центральной Америке (северная граница американской части ареала мальпигиевых — Техас). Незначительное число видов встречается также в Африке.

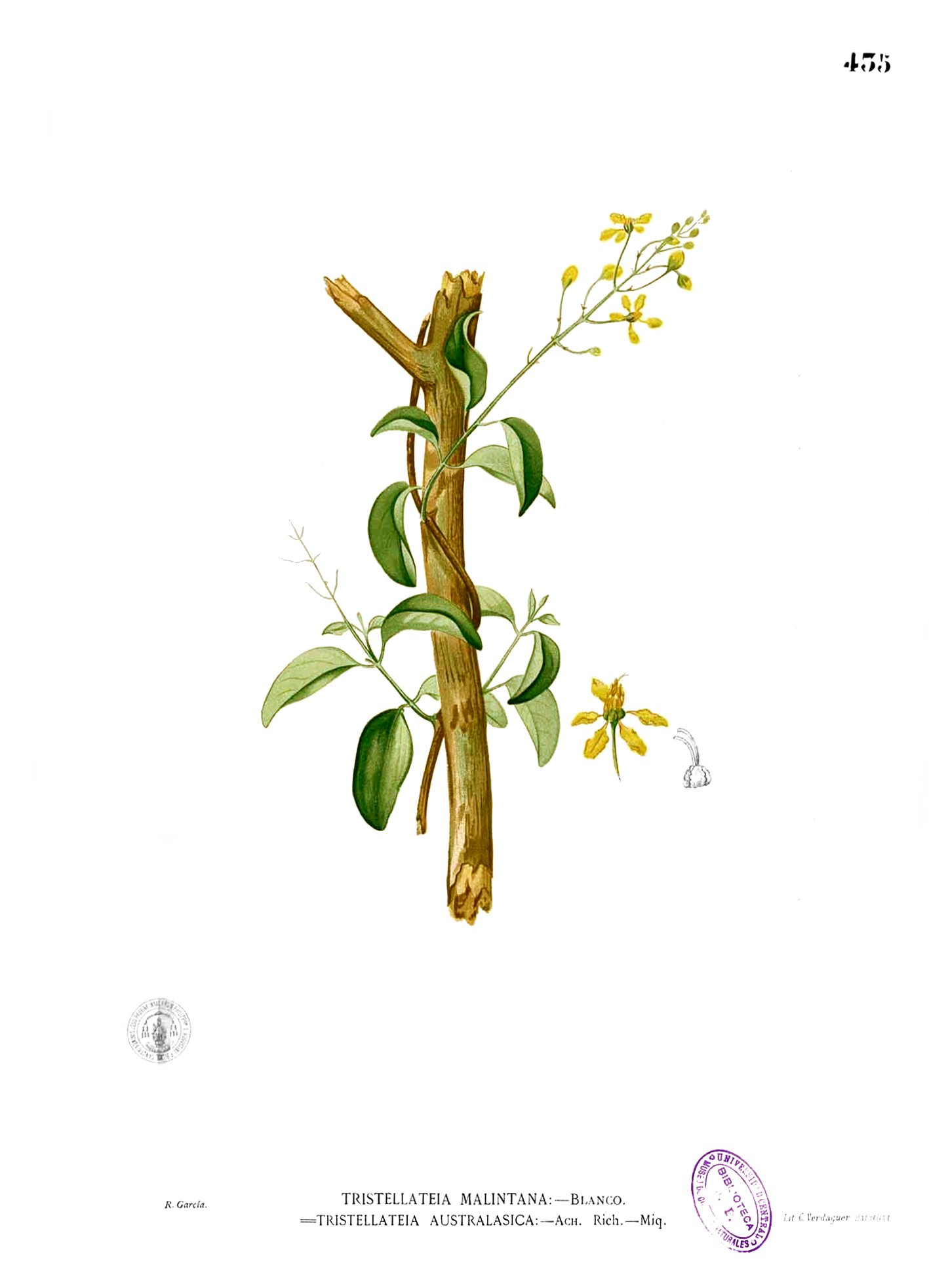
.

Типовой род семейства — Мальпигия (Malpighia) — назван в честь итальянского биолога и врача Марчелло Мальпиги (итал. Marcello Malpighi, 1628—1694), одного из основателей микроскопической анатомии растений и животных.

## Места обитания
Наиболее характерные места обитания представителей этого семейства — разреженные леса, берега рек, а также различного типа саванны. Встречаются мальпигиевые также в тропических дождевых лесах, в болотах, в кустарниковых зарослях морских побережий, а также в полупустынях. Холодостойких видов среди мальпигиевых нет, поэтому в горах они не встречаются.

## Жизненные формы
Мальпигиевые — лианы, кустарники или невысокие деревья.
Многие лесные мальпигиевые — лианы, причём многие из них выделяются скрученными стеблями, что является следствием аномального роста древесины.
Некоторые мальпигиевые из засушливых мест имеют ксероморфный облик: у них игловидные листья и клубневидные корни. Таковы, к примеру, виды из рода Камарея (Camarea), растущие в бразильских саваннах.

## Биологическое описание
Листья у представителей семейства обычно цельные, супротивные, с прилистниками.
Нижняя сторона листовой пластинки у многих видов усеена так называемыми мальпигиевыми волосками — тонкими острыми волосками, сидящими на коротких, легко обламывающихся ножках. Также на нижней стороне листа (иногда на черешке) у многих растений этого семейства имеются секреторные желёзки.
Цветки обоеполые, собраны в кисти. Околоцветник двойной. Чашелистиков и лепестков по пять. Чашечка нередко с нектарными желёзками, имеющими большое значение для процесса опыления. По краям лепестков также могут находиться желёзки, только более мелкие. Тычинок обычно десять, они расположены в двух кругах, при этом тычинки наружнего круга противостоят лепесткам. Тычинки нередко трансформируются в стаминодии (тычинки без пыльников). Окраска венчика — чаще всего жёлтая, но встречается и синяя, фиолетовая, розовая. Лепестки часто с ноготками и бахромчатыми пластинками. Встречаются виды с безлепестковыми цветками.
Завязь верхняя, чаще всего трёхгнёздная, иногда двухгнёздная или четырёхгнёздная. Плод распадается на крылатки. Другой вариант плода — костянка с несколькими семенами.
У большинства растений из этого семейства опыление происходит с помощью насекомых. Основные переносчики пыльцы — пчёлы антофориды и тригониды.
Сочные плоды распространяются птицами, сухие — с помощью воды или ветра. Особенно большое разнообразие наблюдается среди семян, приспособленных к полёту.

## Использование
Плоды некоторых растений из семейства Мальпигиевые съедобны. Наиболее известна так называемая барбадосская вишня.
Древесина некоторых мальпигиевых используется в хозяйственных целях, а также для получения красящих веществ.
Некоторые растения из этого семейства содержат сильнодействующие алкалоиды, изучением свойств которых активно занимается современная медицина. Племена индейцев в Южной Америке издревле знали о галлюциногенных свойствах этих растений и использовали их в ритуальных обрядах.
Некоторые мальпигиевые выращиваются как декоративные растения.

## Классификация

### Таксономическое положение
Согласно системе классификации APG II (2003) Мальпигиевые включены в порядок Мальпигиецветные (Malpighiales) в составе группы эврозиды I.
Семейство Мальпигиевые делится на два подсемейства: собственно Мальпигиевые (Malpighioideae) и Бирсонимовые (Byrsonimoideae).
|  |                  |  |                   |                                      |                          |  | ещё 44 порядка цветковых растений (согласно Системе APG II) | | |                                                |
|  |                  |  |                   |                                      |                          |  |                                                             | | | около 70 родов, включающие примерно 1300 видов |
|  |                  |  |                   | отдел Цветковые, или Покрытосеменные |                          |  |                                                             | | семейство Мальпигиевые |                                                |
|  |                  |  |                   | отдел Цветковые, или Покрытосеменные |                          |  |                                                             | | семейство Мальпигиевые |                                                |
|  | царство Растения |  |                   |                                      | порядок Мальпигиецветные |  |                                                             | | |                                                |
|  | царство Растения |  |                   |                                      |                          |  |                                                             | | |                                                |
|  |                  |  | ещё 13-16 отделов | ещё 13-16 отделов                    |                          |  |                                                             | ещё 36 семейств (согласно Системе APG II), в том числе Ахариевые, Зверобойные, Льновые, Молочайные, Страстоцветные, Тёрнеровые, Фиалковые | ещё 36 семейств (согласно Системе APG II), в том числе Ахариевые, Зверобойные, Льновые, Молочайные, Страстоцветные, Тёрнеровые, Фиалковые |                                                |
|  |                  |  |                   | ещё 13-16 отделов                    |                          |  |                                                             | | ещё 36 семейств (согласно Системе APG II), в том числе Ахариевые, Зверобойные, Льновые, Молочайные, Страстоцветные, Тёрнеровые, Фиалковые |                                                |

В более ранних системах положение семейства Мальпигиевые (Malpighiaceae) было иным:
- в системе классификации Тахтаджяна (1997) семейство входит в состав порядка Вошизиецветные (Vochysiales) надпорядка Geranianae подкласса Rosidae;
- согласно системе классификации Кронквиста (1981) семейство входит в состав порядка Истодоцветные (Polygalales) подкласса Rosidae.

### Роды
Общее число родов — около 70, общее число видов — около 1300.
Список родов семейства Мальпигиевые
- В конце строки приведена ссылка на персональную страницу таксона на сайте GRIN.
- Возможна прямая и обратная сортировка по обеим колонкам.

| Научное наименование                                                      | Русское наименование. Дополнительная информация |
| ------------------------------------------------------------------------- | --- |
| Acmanthera (A.Juss.) Griseb.                                              | — Acmanthera |
| Acosmus Desv. = Aspicarpa Rich.                                           | яяя |
| Acridocarpus Guill. & Perr.                                               | Акридокарпус. Африканские кустарники и низкорослые деревья. Около 30 видов. |
| Adenoporces Small = Tetrapterys Cav.                                      | яяя |
| Agoneissos Zoll. ex Nied. = Tristellateia Thouars                         | яяя |
| Alcoceratothrix Nied. = Byrsonima Rich. ex Kunth                          | яяя |
| Anomalopteris (DC.) G.Don, orth. var. = Acridocarpus Guill. & Perr.       | яяя |
| Anomalopterys (DC.) G.Don = Acridocarpus Guill. & Perr.                   | яяя |
| Aspicarpa Rich.                                                           | яяя |
| Aspidopterys A.Juss. ex Endl.                                             | яяя |
| Atopocarpus Cuatrec. = Clonodia Griseb.                                   | яяя |
| Banisteria L. = Heteropterys Kunth                                        | Банистерия. Род назван в честь английского натуралиста Джона Банистера (1650—1692), занимавшегося исследованиями природы Виргинии. |
| Banisterioides Dubard & Dop = Sphedamnocarpus Planch. ex Benth. & Hook.f. | яяя |
| Banisteriopsis C.B.Rob.                                                   | Банистериопсис. Лианы из Южной Америки. Около ста видов. Некоторые виды — особенно Банистериопсис каапи, или Лоза духов (Banisteriopsis caapi) — издревле использовались местными жителями для приготовления галлюциногенных ритуальных напитков. Род получил своё название за сходство с растениями из рода Banisteria L. (греч. όψις — подобный). |
| Barnebya W.R.Anderson & B.Gates                                           | — Barnebya |
| Blepharandra Griseb.                                                      | — Blepharandra |
| Brachylophon Oliv.                                                        | яяя |
| Brachypterys A.Juss. = Stigmaphyllon A.Juss.                              | яяя |
| Brittonella Rusby = Mionandra Griseb.                                     | яяя |
| Bronwenia W.R.Anderson & C.Davis ~ Banisteriopsis C.B.Rob.                | яяя |
| Bunchosia Rich. ex Kunth                                                  | Бунхозия. Плоды растений из этого рода съедобны. 75 видов, в том числе Бунхозия серебристая (Bunchosia argentea). — Bunchosia |
| Burdachia Mart. ex Endl.                                                  | — Burdachia |
| Byrsonima Rich. ex Kunth                                                  | Бирсонима. Плоды растений из этого рода съедобны; наиболее известны плоды бирсонимы толстолистной, или нансе (Byrsonima crassifolia). Древесина бирсонимы коровяколистной (Byrsonima verbascifolia) используется для изготовления красящих веществ. 150 видов. — Byrsonima |
| Cabi Ducke = Callaeum Small                                               | яяя |
| Callaeum Small                                                            | — Callaeum |
| Calyntranthele Nied. = Byrsonima Rich. ex Kunth                           | яяя |
| Calyptostylis Arènes                                                      | яяя |
| Camarea A.St.-Hil.                                                        | Камарея. Растения с игловидными листьями и клубневидными корнями из бразильских саванн. Некоторые виды имеют безлепестковые цветы. |
| Caucanthus Forssk.                                                        | Каукантус. В околоплоднике растений из этого рода развиваются полости, уменьшающие удельный вес плода. |
| Clonodia Griseb.                                                          | яяя |
| Coelostylis (Juss.) Kuntze = Echinopterys A.Juss.                         | яяя |
| Coleostachys A.Juss.                                                      | — Coleostachys |
| Cordobia Nied.                                                            | яяя |
| Cottsia Dubard & Dop = Janusia A.Juss. ex Endl.                           | яяя |
| Diacidia Griseb.                                                          | — Diacidia |
| Diaspis Nied. = Caucanthus Forssk.                                        | яяя |
| Dicella Griseb.                                                           | Дицелла. |
| Digoniopterys Arènes                                                      | яяя |
| Dinemagonum A.Juss.                                                       | яяя |
| Dinemandra A.Juss. ex Endl.                                               | яяя |
| Diplopterys A.Juss.                                                       | Диплоптерис. В околоплоднике растений из этого рода развиваются полости, уменьшающие удельный вес плода. |
| Dolichopterys Kosterm. = Lophopterys A.Juss.                              | яяя |
| Echinopterys A.Juss.                                                      | — Echinopterys |
| Ectopopterys W.R.Anderson                                                 | — Ectopopterys |
| Eriocaucanthus Chiov. = Caucanthus Forssk.                                | яяя |
| Flabellaria Cav.                                                          | — Flabellaria |
| Flabellariopsis R.Wilczek                                                 | яяя |
| Gaertnera Schreb. = Hiptage Gaertn.                                       | яяя |
| Gallardoa Hicken                                                          | яяя |
| Galphimia Cav.                                                            | — Galphimia |
| Gaudichaudia Kunth                                                        | Годишодия. Лианы. Некоторые виды имеют безлепестковые цветы. |
| Glandonia Griseb.                                                         | — Glandonia |
| Heladena A.Juss.                                                          | — Heladena |
| Hemsleyna Kuntze = Thryallis Mart.                                        | яяя |
| Henlea Griseb. = Thryallis Mart.                                          | яяя |
| Henleophytum H.Karst.                                                     | — Henleophytum |
| Heteropteris Kunth, orth. var. = Heteropterys Kunth                       | яяя |
| Heteropterys Kunth                                                        | Геретоптерис. Волокнистые стебли гетеротериса зонтичного (Heteropterys umbellata) используются для плетения верёвок и корзин. 120 видов. — Heteropterys |
| Hiptage Gaertn.                                                           | яяя |
| Hiraea Jacq.                                                              | — Hiraea |
| Janusia A.Juss. ex Endl.                                                  | Янусия. Некоторые виды имеют безлепестковые цветы. |
| Jubelina A.Juss.                                                          | — Jubelina |
| Jubistylis Rusby = Banisteriopsis C.B.Rob.                                | яяя |
| Lasiocarpus Liebm.                                                        | яяя |
| Lophanthera A.Juss.                                                       | — Lophanthera |
| Lophopterys A.Juss.                                                       | — Lophopterys |
| Madagasikaria C.Davis                                                     | яяя |
| Malacmaea Griseb. = Bunchosia Rich. ex Kunth                              | яяя |
| Malpighia L.                                                              | Мальпигия. Около пятидесяти видов вечнозелёных деревьев и кустарников из Вест-Индии, Центральной и Южной Америки. Плоды растений из этого рода съедобны. Как плодовое растение наиболее известна Мальпигия голая (Malpighia glabra), или барбадосская вишня, выращиваемая во многих регионах мира с тропическим климатом; одно из английских названий семейства Мальпигиевые — «Barbados cherry family» («семейство барбадосской вишни»). Мальпигия багряная (Malpighia coccigera) — кустарник высотой до 75 см с маленькими блестящими листьями и аккуратными бледно-розовыми цветками; выращивается в тропиках для получения миниатюрных стриженых живых изгородей. |
| Malpighiodes Nied.                                                        | — Malpighiodes |
| Malpigiantha Rojas, nom. inval. = Heladena A.Juss.                        | яяя |
| Mascagnia (Bertero ex DC.) Colla                                          | яяя |
| Mcvaughia W.R.Anderson                                                    | — Mcvaughia |
| Meckelia (Mart. ex A.Juss.) Griseb. = Spachea A.Juss.                     | яяя |
| Mezia Schwacke ex Nied.                                                   | — Mezia |
| Microsteira Baker                                                         | Микростейра. |
| Mionandra Griseb.                                                         | яяя |
| Peixotoa A.Juss.                                                          | яяя |
| Peregrina W.R.Anderson                                                    | яяя |
| Philgamia Baill.                                                          | яяя |
| Platynema Wight & Arn. = Tristellateia Thouars                            | яяя |
| Pterandra A.Juss.                                                         | — Pterandra |
| Ptilochaeta Turcz.                                                        | яяя |
| Rhinopterys Nied. = Acridocarpus Guill. & Perr.                           | яяя |
| Rhynchophora Arènes                                                       | яяя |
| Rhyssopteris Blume ex A.Juss., orth. var. = Ryssopterys Blume ex A.Juss.  | яяя |
| Rhyssopterys Blume ex A.Juss., orth. var. = Ryssopterys Blume ex A.Juss.  | яяя |
| Rosanthus Small = Gaudichaudia Kunth                                      | яяя |
| Ryssopterys Blume ex A.Juss.                                              | яяя |
| Schwannia Endl. = Janusia A.Juss. ex Endl.                                | яяя |
| Sipapoa Maguire = Diacidia Griseb.                                        | яяя |
| Skoliopterys Cuatrec. = Clonodia Griseb.                                  | яяя |
| Spachea A.Juss.                                                           | — Spachea |
| Sphedamnocarpus Planch. ex Benth. & Hook.f.                               | яяя |
| Sprucina Nied. = Jubelina A.Juss.                                         | яяя |
| Stenocalyx Turcz. = Mezia Schwacke ex Nied.                               | яяя |
| Stigmaphyllon A.Juss.                                                     | Стигмафиллон. В околоплоднике растений из этого рода развиваются полости, уменьшающие удельный вес плода. Около девяноста видов лиан или кустарников, распространённых от Мексики до северной Аргентины. Один вид встречается на атлантическом побережье Африки в Гвинее, Гвинее-Бисау, Сьерра-Леоне. |
| Tetrapodenia Gleason = Burdachia Mart. ex Endl.                           | яяя |
| Tetrapteris Cav., orth. var. = Tetrapterys Cav.                           | яяя |
| Tetrapterys Cav.                                                          | Тетраптерис. Около ста видов. |
| Thryallis L. = Galphimia Cav.                                             | яяя |
| Thryallis Mart.                                                           | Триаллис. — Thryallis |
| Triaspis Burch.                                                           | яяя |
| Tricomaria Gillies ex Hook. & Arn.                                        | Трикомария. У плодов трикомарии имеются крыловидно расположенные щетинки с мальпигиевыми волосками. |
| Tricomariopsis Dubard = Sphedamnocarpus Planch. ex Benth. & Hook.f.       | яяя |
| Triopteris L., orth. var. = Triopterys L.                                 | яяя |
| Triopterys L.                                                             | яяя |
| Tristellateia Thouars                                                     | Тристеллатейя. У растений этого рода очень необычные крылатые плоды с многочисленными выростами. — Tristellateia |
| Tritomopterys (A.Juss. ex Endl.) Nied. = Gaudichaudia Kunth               | яяя |
| Verrucularia A.Juss.                                                      | — Verrucularia |
| Verrucularina Rauschert = Verrucularia A.Juss.                            | яяя |
| Zymum Thouars = Tristellateia Thouars                                     | яяя |

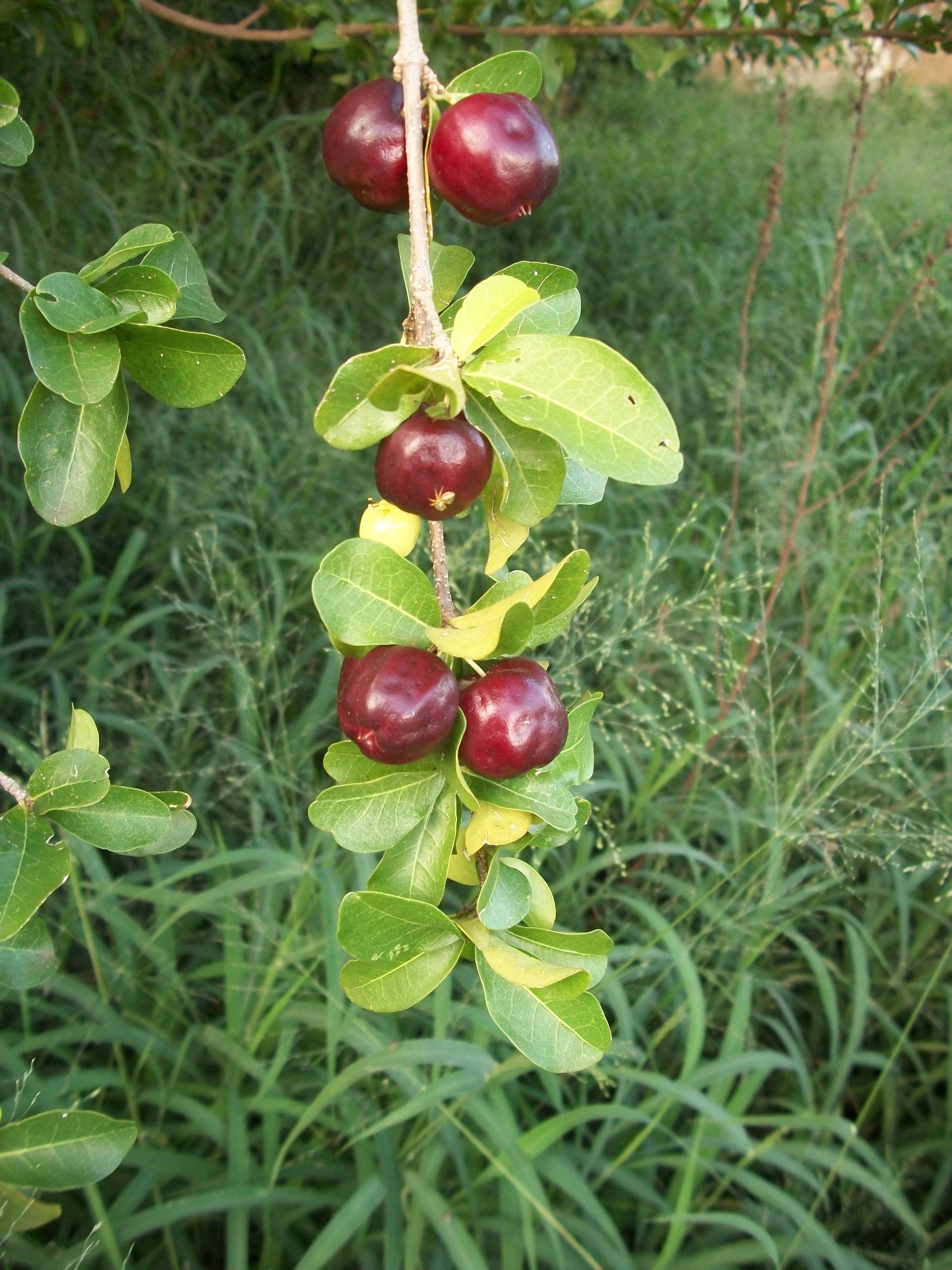
Malpighia glabra
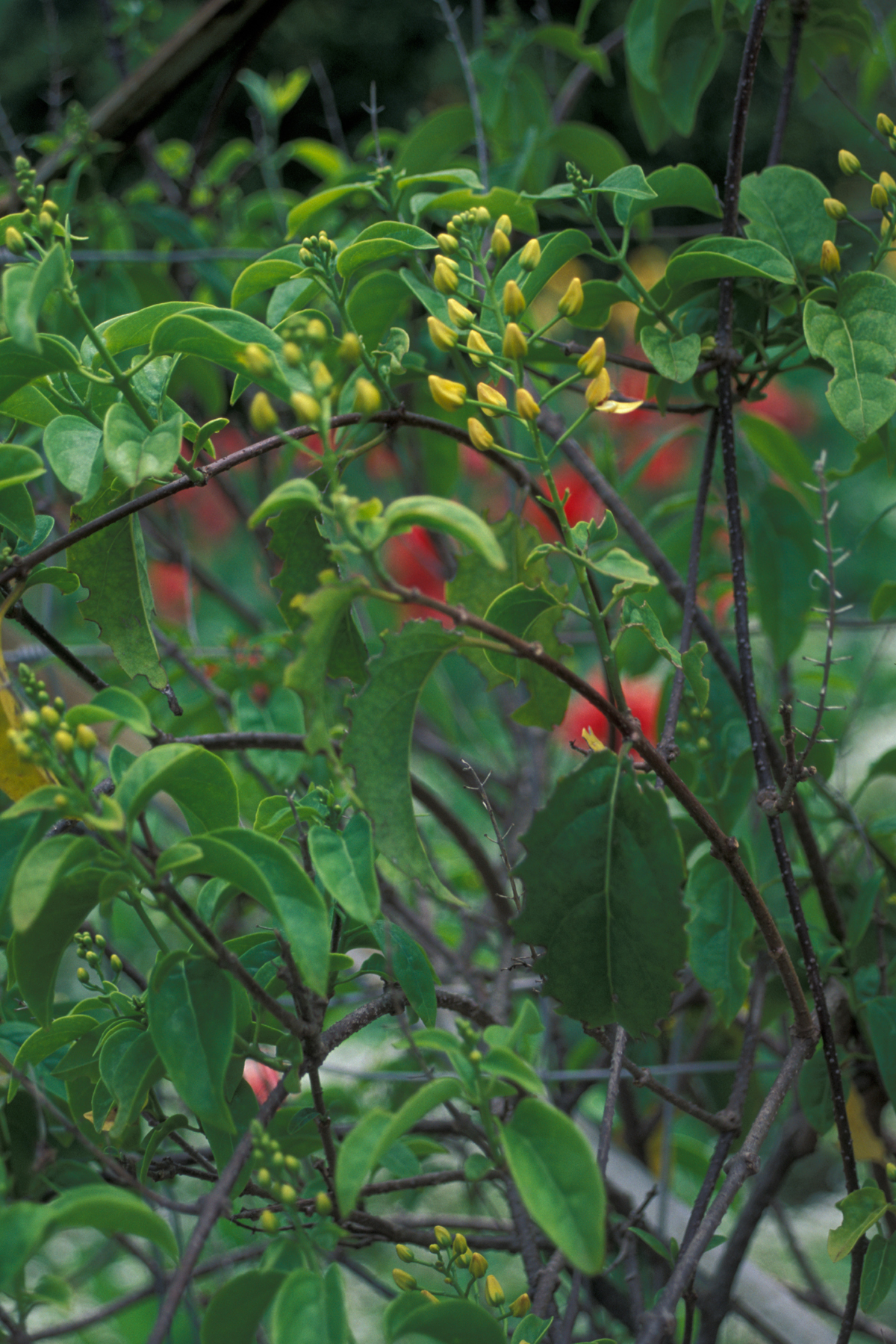
Tristellateia australasiae
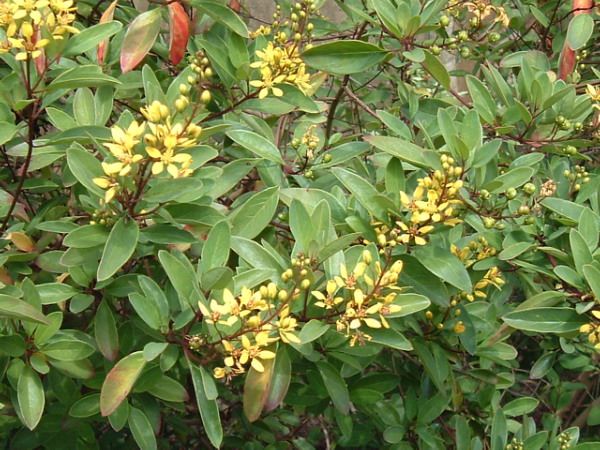
Galphimia gracilis
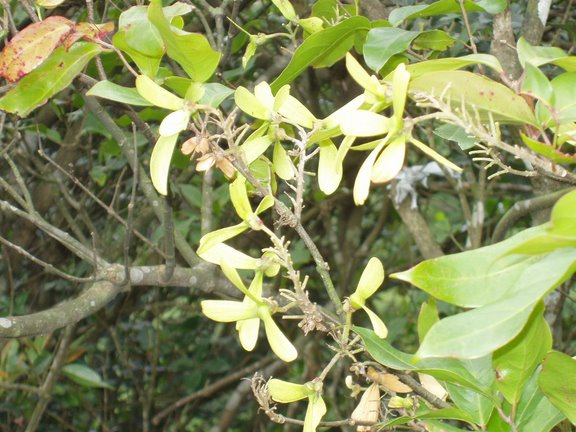
Hiptage benghalensis